# Iharosberény
Iharosberény község Somogy vármegyében, a Csurgói járásban, a Zalaapáti-hát területén.

## Fekvése
A vármegye nyugati széle közelében helyezkedik el, a már Zala vármegyéhez tartozó Nagykanizsától 18 kilométerre délkeletre. Felszíne változatos, ahol a dombvidéki és a síkvidéki jelleg egyszerre van jelen, éppen ezért túrázók számára ideális hely.
A környék növényzetére a kocsánytalan tölgy, a bükkös és a cseres tölgyes jellemző, valamint értékesek szőlő- és gyümölcstermelő területei is. Ez a vidék a magyar szelídgesztenye őshazája, itt van az ország egyik legnagyobb ültetvénye. Erdői vadállományban gazdagok, az őzek, szarvasok, vaddisznók mellett a vidra is előfordul itt: a Tekeres-berki árok a magyar vidrapopuláció egyik fontos élőhelye.
A közvetlenül határos települések: észak felől Sand, kelet felől Inke, délkelet felől Kaszó, dél felől Iharos, nyugat felől Liszó, északnyugat felől pedig Pogányszentpéter, illetve Kis- és Nagyfakos (ma mindkettő Nagykanizsa része).

### Megközelítése
Csak közúton érhető el, s legfontosabb megközelítési útvonala a 61-es főút, mely végighúzódik a központján, kelet-nyugati irányban; ezen érhető el a megyeszékhely, Kaposvár, illetve Nagykanizsa felől is. Déli szomszédjával, és azon keresztül Csurgó városával a 6819-es út köti össze.

## Nevének eredete
A Berény név valószínűleg kabar törzsnévből keletkezhetett és eredetijének jelentése aki megadta magát; behódolt. Elképzelhető, hogy a helynév közvetlen forrása személynév, amely viszont szintén a törzs nevére vezethető vissza.
A név alakja a forrásokban többféle alakban fordul elő: a 13. században Beryn, később Buren, Buryn, Beren, Nagh Beren néven találkozunk vele, majd 1737-ben tűnik fel az Iháros-Berény alak, ami Iharos közelségével függ össze. Az Iharos név eredeti jelentése juharos, vagyis juharfával benőtt terület.

## Történelme

### Kezdetek
A vidéket a honfoglaláskor Lehel, Bulcsú és az ő őseik foglalták el. A két vezér több győzedelmes hadjáratot folytatott német földön, de 955-ben az ausburgi vereség után kivégezték őket. A vidék Koppány kezére került, akinek veresége és kivégzése (997) után a vidék a királyné segesdi uradalmának része lett.
A falut 1264-ben említik először. IV. Béla Iharosberénynek adott egy szabadalomlevelet, amelynek értelmében a királyné birtokán szabadon telepedhettek le, akik szolgálatot vállalnak a birodalom érdekében. Az ittlakóknak kötelessége volt, hogy évente egyszer a segesdi főispánt és kíséretét ebéddel és vacsorával megkínálják. 1268-ban Mária királyné, IV. Béla felesége a falut Iharos Györgynek adományozta. Az 1300-as évek elején a településnek már volt plébániája, ami – a korban nem túl elterjedt módon – belül freskókal volt díszítve. 1373–1481 között a Kanizsai család birtoka volt, majd több gazdacserét követően 1484-ben a Laki Túz család tulajdona lett az 1500-as évek közepéig.

### A török–magyar háborúk idején
1534-ben 49 fő volt a lakosság. Ekkor a török még csak időnként tört be. (Ebben az időben Iharosberény közvetlenül a török hódoltság mellett lévő magyar királysághoz tartozó település volt.) A törököknek Berény lakói is ellenálltak, próbálták védeni a falut, a templomot, de a túlerővel szemben alulmaradtak. A protestantizmusnak kedvezett a török. 1550–1598 között Nádasdy Tamás birtoka volt. A protestantizmus elterjedése ezen a területen az ő nevéhez fűződik. Az ő ideje alatt a falu nagy része evangélikus lett. 1596-ra azonban Somogy vármegye szinte teljesen elnéptelenedett, így a császár a vármegyét megszüntette és mindenestől odacsatolta Zalához. 1598–1620 között Török István és Török Bertalan voltak a település földesurai. Az 1700-as évek elején még volt plébánia. 1626–1627-ben Rátki Mártoné lett. 1660-ban már Sárkány Miklósné tulajdonát képezte a falu. 1681 után az evangélikusok templomot építettek fából, az akkori gondnoktól, Tóth Miklóstól kapott telken. Ez az épület azonban hamarosan tönkrement, le kellett bontani.

### A törökök kiűzése után
1695-ben tízen éltek a faluban. A lélekszám 1695-től 1700-ig húsz főre növekedett. 1702–ben 35 főt számlálnak, 1712-ben már 41-en laktak a faluban. 1712–1753 között a kanizsai járás részét képezte, mialatt 1715–1716-ban rövid ideig a Kisfaludy családé lett, akik eladták, így 1716–1948 között az Inkey család birtoka volt. 1716-ban Inkey János nyilvános jellegű, sárral betapasztott, zsúpfedéllel befedett kápolnát építtetett a 30 katolikus hívő részére. A kápolnát 1717-ben szentelték fel, majd 1720-ban az evangélikus gyülekezet is felépítette új templomát. 1750-ben a településen építtetett kastélyt Inkey Gáspár.

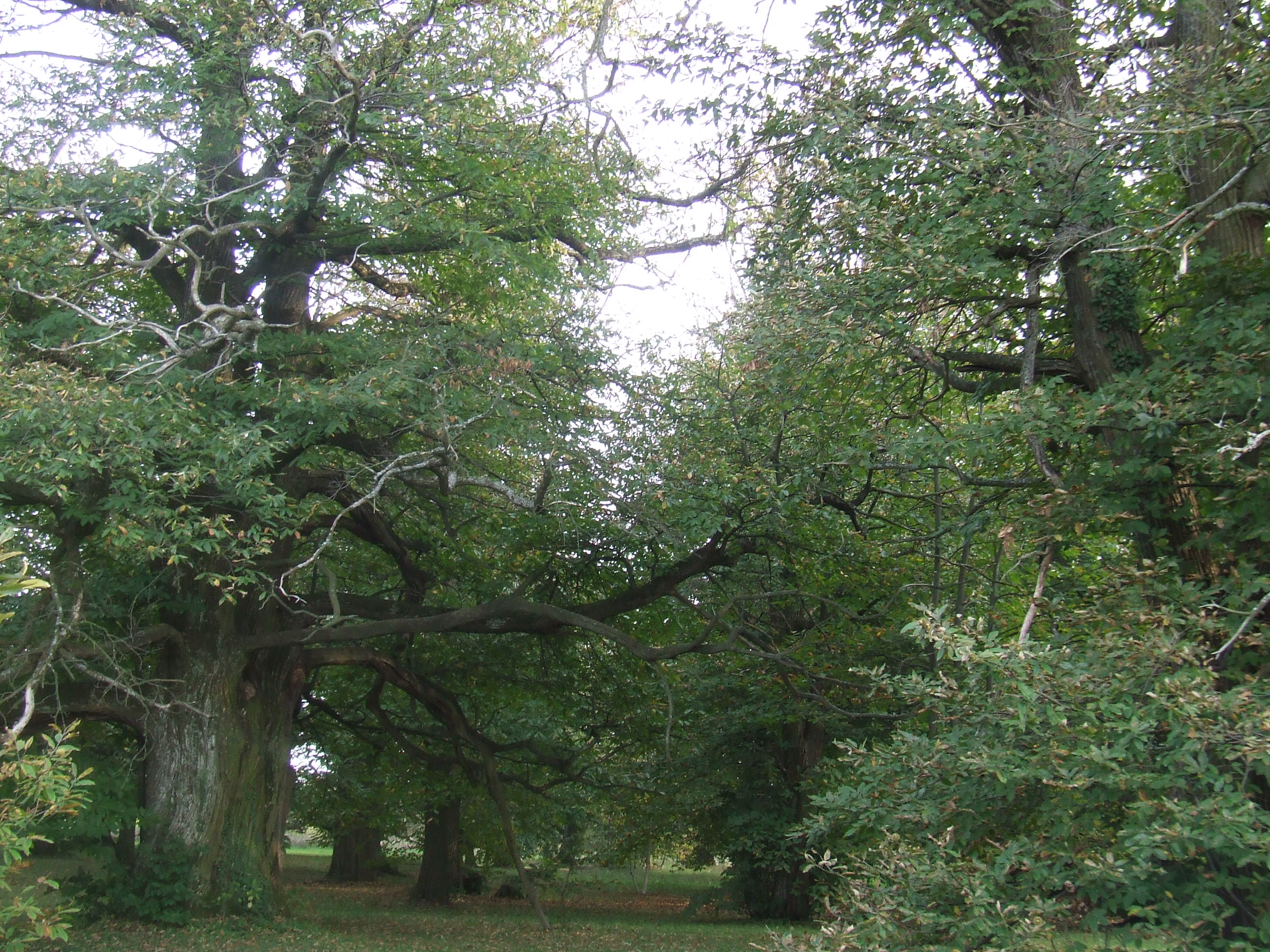
A falu határában található gesztenyefák

Iharosberény 1737-ben egy boszorkányper miatt került a figyelem középpontjába. Hampó Erzsébetet és Bánfi Ilonát vádolták meg boszorkánysággal Zsiggrai József Somogy vármegyei főispánnál. Az volt az állítólagos bűnük, hogy szemmel veréssel betegséget okoztak, halált idéztek elő, szétválasztották a családokat, ők feleltek a rossz időért; ami baj volt, mindenről ők tehettek. A feljelentés után, mint az állatokat, láncra verték és megkínozták őket, majd elvitték Tapsony, Nemesvid és Marcali börtöneibe, utána visszahozták őket Iharosberénybe, ahol halálra ítélték mindkettőjüket. Először megfojtották őket, majd testüket elégették. Később Mária Terézia betiltotta a boszorkánypereket.
1738-ban elkészült a második katolikus templom. Inkey Gáspár a kastéllyal egy fedél alatt építtette fel. A felszerelés egy oltárból, négy gyertyatartóból és egy udvaron lévő harangból állt. 1752-ben elkészült a harmadik kápolna, a kastélyhoz közel. Ajtaja a folyosóra nyílt, bent csak a pap volt a ministránsokkal, a hívek a folyosón hallgatták a szentmisét. 1752-ben választották Szent Annát védőszentjüknek.
Míg 1748-ban mindössze 34 lakosa volt a falunak, 1778-ban már 255. Mária Terézia bajorokat és más németeket telepített be a  vármegye több vidékére. Iharosberény 1800–1841 között a Somogy-marcali járáshoz került. 1800-ban a helység országos vásárok tartására nyert szabadalmat. Évente négyszer tartottak vásárt, ennek emlékét őrzi a helyi „vásártér”. 1815-ben két kőszobor állt a faluban: Pálkútnál Nepomuki Szent János szobra, míg Szent Flóriáné a kastély előtt. 1822-ben történt meg a Szent Anna-kápolna restaurálása. A jelenlegi templomot az evangélikus gyülekezet 1827-ben építette. 1838-ban az evangélikusok Takács Mihály prédikátor vezetésével egy 482 és egy 185 fontos harangot öntettek Pécsen. 1843-ban új iskolát és tanítólakot építettek. A téglából épült, cseréppel fedett épület egy nagyszobából (iskolaterem), négy lakószobából, egy konyhából, egy kamrából, egy istállóból és egy földalatti pincéből állt. Az építkezés nagy támogatója az Inkey család volt.

### A forradalom és szabadságharctól az első világháborúig

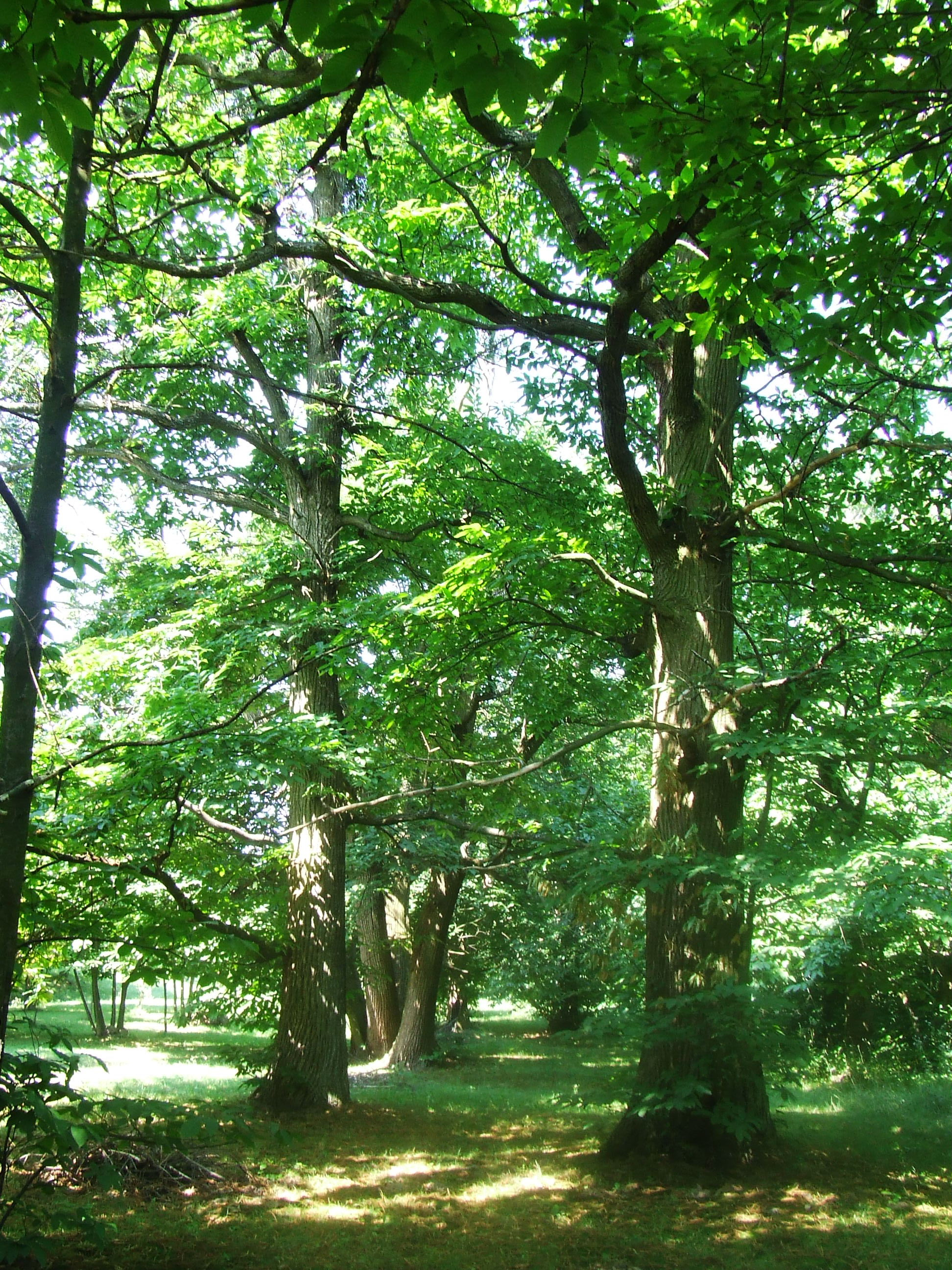
100 év körüli gesztenyefák

Az 1848–49-es szabadságharc is hagyott emlékeket a falu történetében. Amikor Jelasics horvát bán csapatai 1848. szeptember 11-én támadást intéztek Magyarország ellen, az egyik csapattest Iharosberény határában vonult. A község lakosságából és a környékbeliekből verbuválódott népfölkelők kaszával, kapával támadtak a reguláris alakulatokra, ám győzedelmeskedett a katonaság. A helyet „Rácvesztési kapunak” nevezték el a helyiek.
Iharosberény 1850–1860 között élte fénykorát, mivel ekkor járási székhely volt, lakosainak száma pedig elérte az 1187-et. 1854-ben az evangélikusok a harmadik harangot is megvették, és orgonát is építtettek. A települést 1860-ban a Marcali járáshoz csatolták. Ekkor két iskola (római katolikus és ágostai evangélikus) működött itt. Az 1864–1865-ös első kataszteri felmérés térképelőrajzán mint mezőváros szerepelt. A mezővárosi jelleg Somogy vármegyében közigazgatási szempontból különös jelentőséggel bírt. A mezővárosok a többi falutól a nagyobb lélekszám, a fejlettebb ipar és a vásártartási jog által különböztek. 1890-ben végleg a Csurgói járáshoz csatolták. A 19. század vége felé egyletek jöttek létre. A falu tanulni akart, szellemben, tudásban fejlődni, praktikumban gyarapodni. 1872-ben körjegyzőség alakult. 1884-ben az evangélikus templom orgonáját nagyobbra, a jelenlegire cserélték. 1885-ben megalakult az Iharosberényi Polgári olvasókör, az önkéntes tűzoltóegylet illetve posta és csendőrőrs is. 1893-ban a katolikusok újabb kápolnát szenteltek fel. 1895-ben építette a megerősödött evangélikus gyülekezet a paplakot, a régiek anyagának felhasználásával, 1896-ban pedig millenáris emlékoszlopot állítottak a „törökhagyásnál”.
Körorvosa 1897 óta van Iharosberénynek és a környező helyeknek, bár elmondások szerint már az 1800-as évek közepétől lakott orvos az Inkey-kastélyban. Gesztenyefasor mellett, a kastély szomszédságában áll az öreg orvoslakás. 1852-ben épült, és a maga idejében egy holdnyi park, két hold gyümölcsös tartozott hozzá. Ide érkezett 1889. február 4-én dr. Erőss József, hogy megkezdje tevékenységét mint uradalmi- és körorvos. Ezt a tevékenységet utódai máig folytatják.
1900-ban létrejött az Iharosberényi Kaszinó. Az épület napjainkban művelődési házként működik. A kaszinó a szellemi élet központja volt, hasonlítani akart a fővárosi Pilvax-kávéházhoz. Itt találkozott a földesúr a polgárral és a mester az inasával. A kaszinó a falu életének nagy lendületet adott. 1906-ban megalakult a gazdák szövetsége.

### A két háború között
A faluból 430 férfit soroztak be az első világháborúban, közülük 18-an hadirokkantként, 43-an pedig sohasem tértek haza (sokan idegen földben nyugszanak), 13 özvegyet és 3 hadiárvát hagyva maguk után. A hazatérteket és az itthon maradottakat a vesztes háború, a proletárdiktatúra okozta zűrzavar, majd a gazdasági válság minden nehézsége sújtotta. 1910-ben a falu lakossága 1934 fő volt. A község pecsétjén ekkor egy lombos fa volt látható. 1919-ben munkástanács és pártszervezet alakult, majd a megtorlás idején a Prónay-különítmény akasztatta fel a proletárdiktatúrában aktív szerepet vállalt embereket a községháza előtt. 1921-ben Iharosberény a belügyminiszter 111028 sz. alatti rendeletével nagyközséggé alakult. A községben ekkor körjegyzőség, posta, csendőrőrs, két felekezeti iskola, körorvos, állatorvos, gyógyszertár, Tűzoltó Egyesület, Levente Egyesület, Vegyes Ipartársulat, Úri Kaszinó, Legeltetési Társulat, Evangélikus Nőegylet, Ifjúsági Egyesület és a „Hangya” Fogyasztási Szövetkezet működött.

### A második világháború alatt
1939–1940-ben érezhetővé vált a háború előszele, majd sorra jöttek a behívók.
A háború következtében a megszokott nőegyleti tevékenység újakkal bővült. A frontokon szolgáló katonák részére kötszereket és kapcákat készítettek és küldték heti gyakorisággal. Németh Béla ig. tanító vezetésével nőegylet és ifjúsági énekkar működött. Az evangélikus lelkész évenként színdarabot tanított az ifjúságnak. 1942-ben leány téli tábor, 1946-ban fiú téli tábor volt a környék fiataljainak részvételével. A fiúk Akaliban és Fonyódon nyári táborban, a lányok nyaranta a gyenesdiási konferenciákon vettek részt. Haniffer Margit diakonissza nővér vezetésével napközis gyermekmunka folyt 1942 és 1943 nyarán. A faluban a német megszállás azonban károkat is okozott: a középső harangot például (amelyet az első világháború után vett az evangélikus gyülekezet) még 1944 májusában elvitte a német–magyar vegyes katonai bizottság. A faluban húzódott az egyik védővonal, ahol állóháború alakult ki. A védőárok kialakításakor a lakosságnak napokig tartó kényszermunkát kellett végeznie. Az árok nyomai ma is láthatok a papi kertben. A németek kivonulásukkor az evangélikus templomot is fel akarták robbantani (aláaknázták), de az épület ma is áll, ugyanis az akcióval megbízott jószívű német tiszt a templom kulcsát átadta a gyülekezet lelkészének, s elmagyarázta, hogy a hatástalanítást mindjárt távozásuk után miként kell elvégezni.

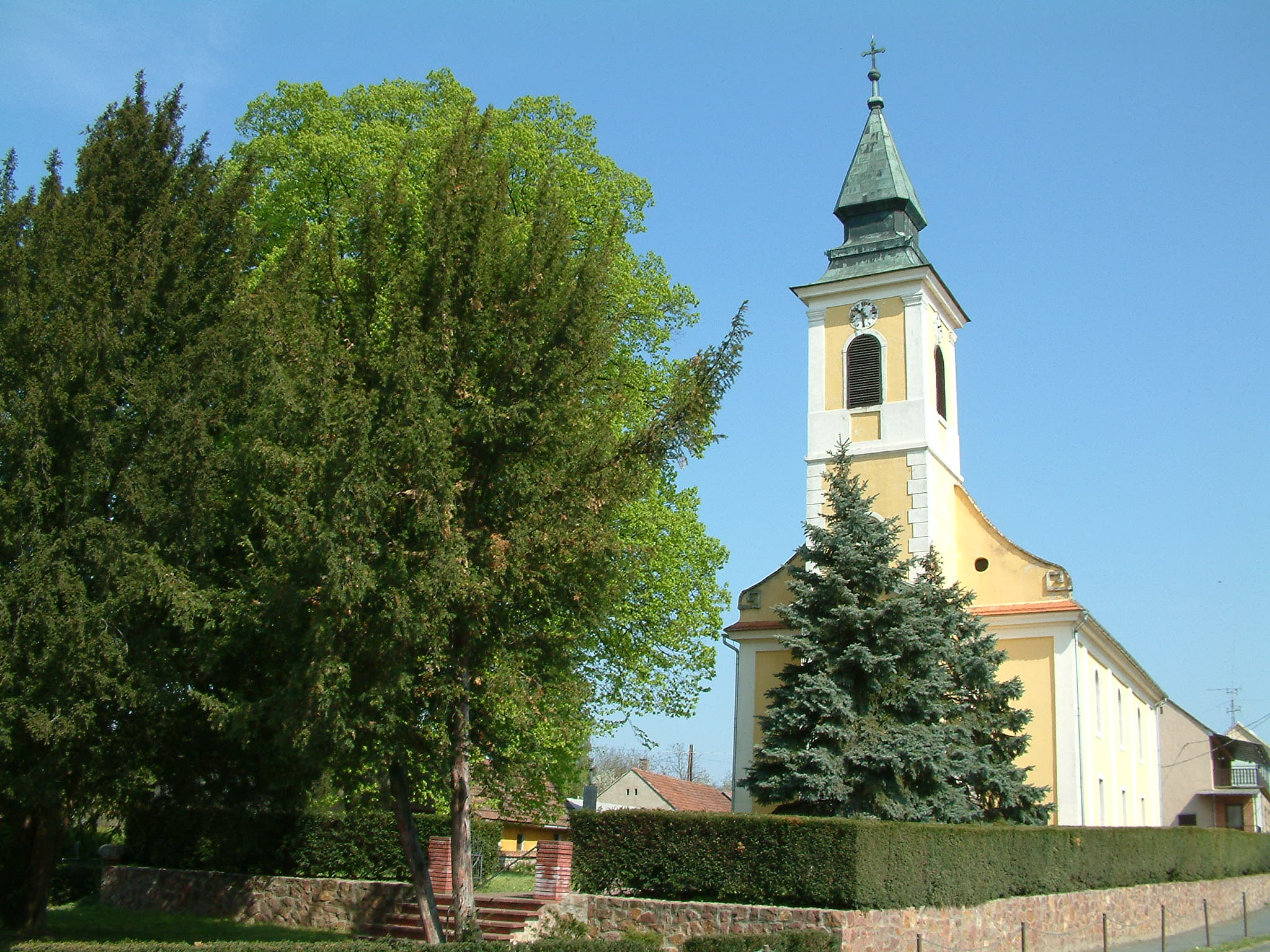
Evangélikus templom

A németeket kiszorító szovjet támadás sok kárt okozott, ember és anyagi veszteség tekintetében a falunak. 1945 húsvétján orosz katonák garázdálkodtak az evangélikus templomban: szétszedték az orgonasípokat, és az utcára dobálták, az oltárterítőkkel lovaikat cicomázták, a keresztelési ezüstedényeket elrabolták. Ilyen körülmények között ért véget Iharosberényben a második világháború március 31-én, 48 iharosberényi katona esett el.

### A világháború után
Földosztó bizottság alakult, amely hét taggal felosztotta a földet a lakosságnak. 1947-ben kezdődött a villamosítás. 1948-ban a környező pusztákon megalakult az állami gazdaság. 1950-től a tanácsok megalakulásától 1968. december 31-éig községi tanács működött Iharosberényben. 1950-ben az Inkey-kastélyban általános iskolát alapítottak, ami mára már Körzeti Általános és Zeneiskolává alakult. A régi iparos kaszinót átépítették művelődési otthonná, mely azóta is ott működik. 1954-ben óvoda létesült, amelynek kertjében áll a tűzoltók védőszentjeként tisztelt Szent Flórián 18. századi, barokk stílusú szobra. 1969. január 1-jén községi közös tanács alakult Iharosberényben: Pogányszentpéter, Iharos és Iharosberény összevonásával, melyhez 1977. április 1-jei hatállyal csatlakozott Inke község is. Ez 1990-ben szűnt meg, mikor is a helyhatósági választások után a községi közös tanács megszűnt. Inke különvált, Iharos, Pogányszentpéter pedig Iharosberény székhellyel körjegyzőséggé alakult. A községben 2007-ben 1248 fő élt és összesen 482 lakás volt.

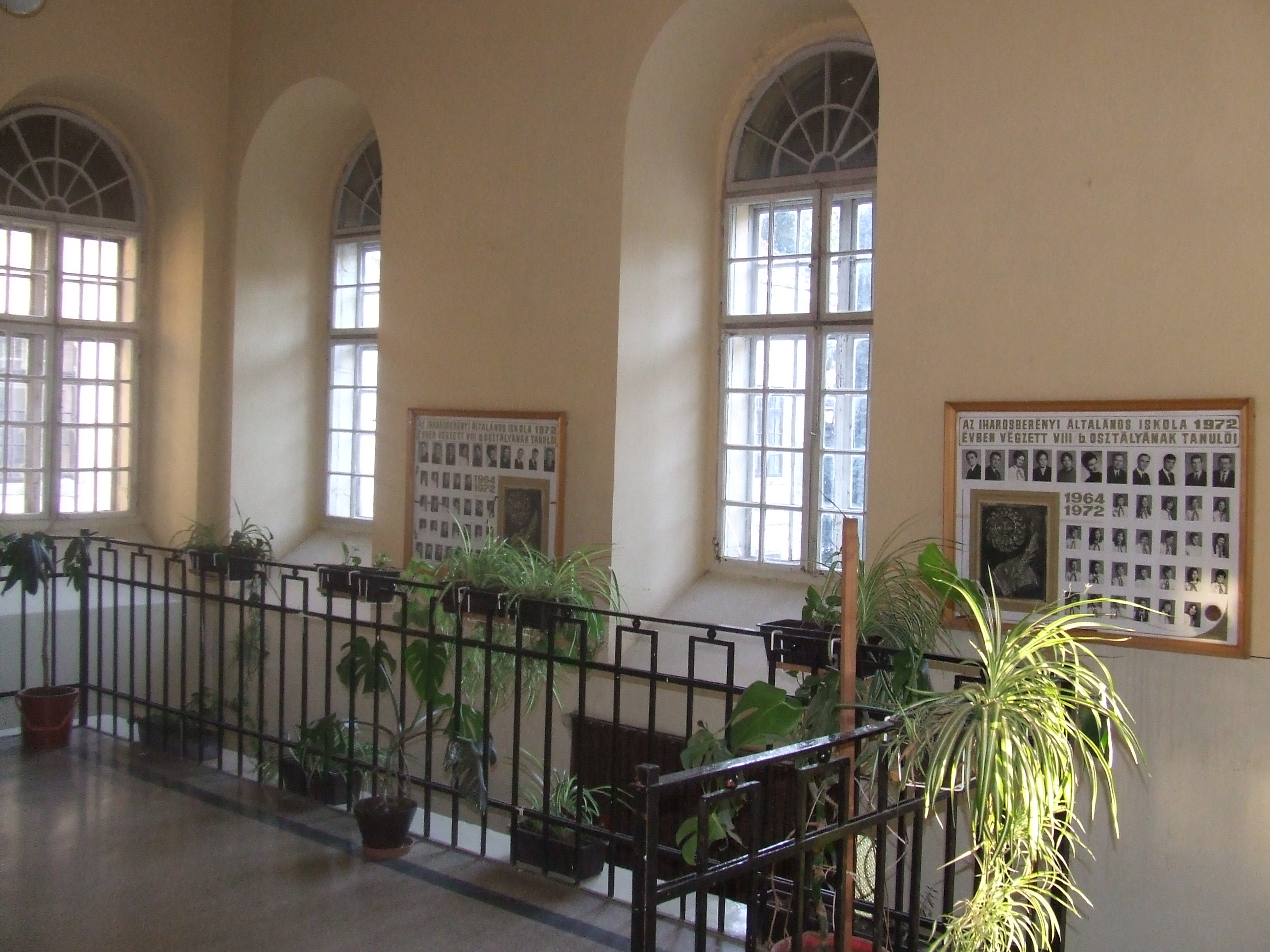
A kastély belseje

## Közélete

### Polgármesterei
- 1990–1994: Horváth Ferenc (független)[5]
- 1994–1998: Blatt Antal (független)[6]
- 1998–2002: Blatt Antal (független)[7]
- 2002–2006: Blatt Antal (független)[8]
- 2006–2010: Blatt Antal (független)[9]
- 2010–2014: Zsirmon Endre (független)[10]
- 2014–2019: Zsirmon Endre (független)[11]
- 2019–2024: Zsirmon Endre (független)[12]
- 2024– : Ledniczky Miklós Jánosné (független)[1]

## Iharosberény címere
Hasítással és vágással négy részre osztott álló háromszögű pajzs, amelynek közepén vörös pólyában lebegő, stilizált ezüst kastélyépület áll. Az első, zöld mezőben szárukon összefogott három arany búzakalász, a második, ezüst mezőben leveles zöld szőlőfürt, a harmadik, ezüst mezőben stilizált zöld gesztenyefalevél, a negyedik, zöld mezőben pedig egymás mellé helyezett, hegyével lefelé fordított, élével jobbra néző csoroszlya és élével balra néző ekevas lebeg. A pajzsot mindkét oldalán alul keresztbe tett szárú, arany bogyóterméssel megrakott zöld babérkoszorú keretezi. A címerpajzs alatt lebegő, hármas tagolású, fecskefarok-végződésű íves ezüst szalagon fekete nagybetűs Iharosberény felirat olvasható.

## Népessége
A település népességének változása:
| Lakosok száma | 1271 | 1248 | 1274 | 1210 | 1201 | 1167 | 1157 |
|               | 2013 | 2014 | 2015 | 2021 | 2022 | 2023 | 2024 |

A 2011-es népszámlálás során a lakosok 91%-a magyarnak, 28,4% cigánynak, 1,2% németnek mondta magát (8,9% nem nyilatkozott; a kettős identitások miatt a végösszeg nagyobb lehet 100%-nál). A vallási megoszlás a következő volt: római katolikus 63,8%, evangélikus 14,6%, református 2%, görögkatolikus 0,1%, felekezet nélküli 3% (15,4% nem nyilatkozott).
2022-ben a lakosság 81,6%-a vallotta magát magyarnak, 5,2% cigánynak, 0,5% németnek, 0,3% görögnek, 0,1% szlováknak, 0,1% lengyelnek, 0,7% egyéb, nem hazai nemzetiségűnek (17,8% nem nyilatkozott; a kettős identitások miatt a végösszeg nagyobb lehet 100%-nál). Vallásuk szerint 25,5% volt római katolikus, 9,3% evangélikus, 1,7% református, 0,1% görög katolikus, 0,2% egyéb keresztény, 0,6% egyéb katolikus, 2,1% felekezeten kívüli (60,6% nem válaszolt).

## Nevezetességei

### Az iharosberényi kastély és kastélypark
Iharosberényben 1726-ban telepedett le az Inkey család, kastélyukat 1750-ben Inkey Gáspár építtette, és ekkor kezdődött meg a kastélypark kialakítása is. A kastélynak államosításkor már 5000 kötetes könyvtára, családi levéltára volt, berendezése biedermeier bútorokból állt. Értékei között voltak Deák Ferenc faragványai, báró Eötvös József karosszéke, sok Alt-Wien porcelán, több értékes festmény és családi képek.
A parkban dór oszlopokon nyugvó csodálatos télikert is épült, melynek nyomai még napjainkban is fellelhetők. 1780-ban Mária Terézia udvartartásának tagjai jártak a kastélyban, és kritikával illették az épület homlokzatának a tiszta barokk stílustól eltérő vonásait. Inkeyék az épületet azonnal átépítették.
A park napjainkban iskolakert, egyben vármegyeileg védett természetvédelmi terület. Csodálatos méretű fái lenyűgöző látványt nyújtanak. Különlegességei miatt kedvelt hely a botanikusok számára. Faállományában ritka méretes egyedek: az 510 cm átmérőjü himalájai cédrus, valamint a három matuzsálem korú mamutfenyő, amelyek 670, 600 és 480 cm-es törzsűek. Ezen kívül méretes páfrányfenyő, simafenyő és erdeifenyő is található itt. A lombos fafajok közül a vadgesztenye, a tulipánfa, a vasfa, a juharok és a magyalok érdemelnek külön is említést.

### Egyéb
A falu értékei közé tartozik az evangélikus templom is.

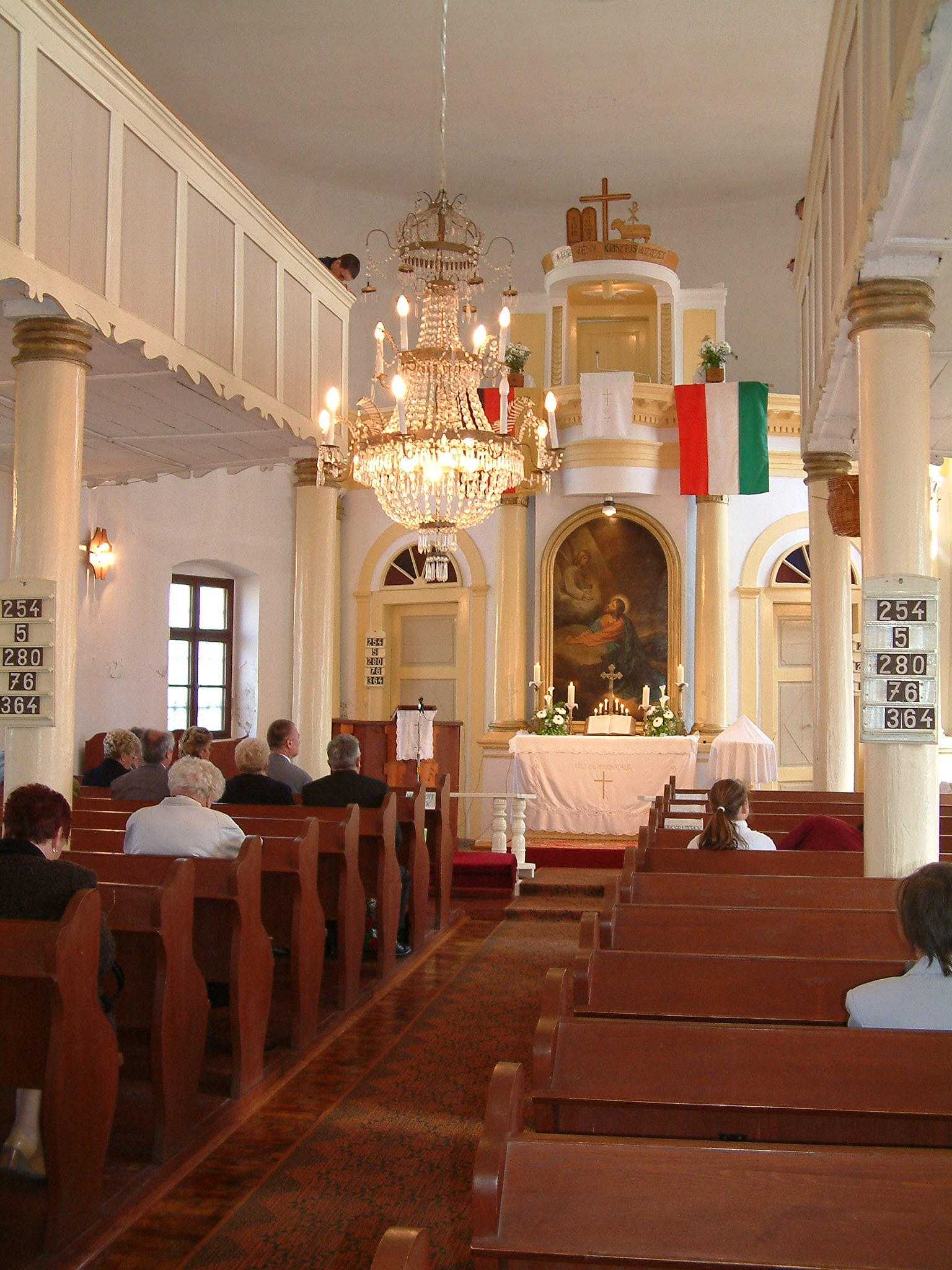
Evangélikus templombelső

Gesztenyefesztivál: minden esztendő októberének első szombatja.

### Híres iharosberényiek
Itt született:
- Kende Judit (1903–1979) iparművész, keramikus
- Káldy Zoltán (1919–1987) evangélikus püspök, a Lutheránus Világszövetség elnöke

## A település a filmekben, irodalomban
- Érintőlegesen említésre kerül Iharosberény Koltai Róbert Csocsó, avagy éljen május elseje! című filmvígjátékában.